# Богданов Петро Григорович
Петро Григорович Богданов (нар. 26 січня 1904, місто Остроленка Ломжинської губернії, тепер Польща — 1942, виправно-трудовий табір, Російська Федерація) — радянський партійний діяч, в.о. 1-го секретаря Кустанайського обласного комітету КП(б) Казахстану. Депутат Верховної Ради СРСР 1-го скликання (1937—1938).

## Біографія
Народився в родині робітника—кондуктора залізниці. У 1915 році закінчив двохкласну церковноприходську школу в місті Седльце Варшавської губернії.
У липні 1915 — серпні 1917 року — учень кустарної майстерні «Йодко» в Смоленську. У 1915 році закінчив один курс загальноосвітніх вечірніх курсів у місті Смоленську.
У серпні 1917 — жовтні 1918 року — учень, підручний електромонтера депо Рязано-Уральської залізниці в Смоленську.
У жовтні 1918 — травні 1921 року — фельд'єгер спеціального органу продовольчого постачання (Опродкомзапу) штабу Західного фронту РСЧА. У 1919 році вступив до комсомолу.
У травні 1921 — жовтні 1924 року — електромонтер авіаремонтної майстерні в місті Смоленську.
Член РКП(б) з березня 1923 року.
У жовтні 1924 — липні 1925 року — відповідальний секретар Задніпровського районного комітету комсомолу (РКСМ) в Смоленську.
У липні 1925 — липні 1926 року — відповідальний секретар Демидівського повітового комітету ВЛКСМ Смоленської губернії.
У липні 1926 — червні 1927 року — відповідальний секретар Смоленського повітового комітету ВЛКСМ Смоленської губернії.
У липні 1927 — листопаді 1928 року — відповідальний секретар Краснівського волосного комітету ВКП(б) Смоленської губернії.
У листопаді 1928 — серпні 1929 року — відповідальний секретар Починковського районного комітету ВКП(б) Західної області.
У вересні 1929 — березні 1932 року — студент Ленінградського комуністичного вузу імені Сталіна.
У березні 1932 — лютому 1933 року — завідувач промислово-транспортного сектора Східно-Казахстанського обласного комітету ВКП(б).
У березні 1933 — листопаді 1935 року — 1-й секретар Катон-Карагайського районного комітету ВКП(б) Східно-Казахстанської області.
У листопаді 1935 — серпні 1937 року — завідувач сільськогосподарського відділу Східно-Казахстанського обласного комітету КП(б) Казахстану.
У серпні — жовтні 1937 року — 3-й секретар Східно-Казахстанського обласного комітету КП(б) Казахстану.
У жовтні 1937 — травні 1938 року — в.о. 1-го секретаря Кустанайського обласного і міського комітетів КП(б) Казахстану. Входив до складу особливої трійки, створеної за наказом НКВС СРСР від 30 липня 1937 року, брав активну участь у сталінських репресіях.
У травні 1938 року відкликаний у розпорядження ЦК КП(б) Казахстану.
Заарештований 23 травня 1938 року органами УНКВС по Кустанайській області Казахської РСР. Виключений з членів ВКП(б) у червні 1938. Засуджений Особливою нарадою при НКВС СРСР 26 жовтня 1940 року за статтями 58-1а, 58-2, 58-7, 58-8, 58-11 КК РРФСР до 8 років виправно-трудових таборів. Помер у виправно-трудовому таборі.
Реабілітований постановою Військової колегії Верховного суду СРСР 15 жовтня 1955 року.